# Hammargårds säteri
Hammargårds Säteri är en herrgård, som tidigare var en kronogård och senare ett säteri, i Hanhals socken, Kungsbacka kommun.
Av Karl Knutsson (Bonde) erhöll Herr Åke i Vadstena den 18 februari 1469 "för trohet och villig tjänst" godsen Hammargård och Hammarö. År 1700 stod godset antecknat som en kronogård. Ryttmästare Carl Niklas Cronacker förvärvade godset 1768 med säterirättighet. Egendomen omfattar fastigheterna Hammargård 1:1, Brogården 1:4, Hammargård 2:1, Hammerö 1:2, 1:4, 1:5, 1:8. 
Mangårdsbyggnaden uppfördes på slutet av 1700-talet. Gården har varit i släkten Clases ägo i två generationer.
Ägare är Lars Clase sedan 1979.